# Mistra
Mistra o Mistrà (in greco Μυστράς o Μυζηθράς?, Mizithras o Myzithras nella cronaca di Morea) è un ex comune della Grecia nella periferia del Peloponneso di 4608 abitanti secondo i dati del censimento 2001. È stato soppresso a seguito della riforma amministrativa detta Programma Callicrate in vigore dal gennaio 2011 ed è ora compreso nel comune di Sparta.
Era una città fortificata nel Peloponneso meridionale (chiamato nel medioevo Morea), alle pendici del monte Taigeto, vicino all'antica Sparta. Dista circa 8 km dalla moderna città di Sparta. Fu la capitale del Despotato bizantino di Morea.

## Storia

### Capitale politica e culturale
Nel 1249, Mistrà divenne sede del principato latino di Acaia, creato nel 1205 dopo la conquista di Costantinopoli da parte dei crociati nel corso della Quarta crociata. Il principe Guglielmo II di Villehardouin, pronipote dello storico della Quarta crociata, Goffredo di Villehardouin, vi costruì un palazzo.
Nel 1259 Mistrà fu ceduta dai latini insieme ad altre piazzeforti, come riscatto per Guglielmo II, che era stato catturato nella battaglia di Pelagonia. L'imperatore bizantino Michele VIII Paleologo, fece della città la sede del Despotato di Morea. Rimase la capitale del despotato, sotto il controllo dei parenti dell'imperatore, sebbene i veneziani controllassero la costa e le isole. Mistrà e il resto della Morea conobbero una certa prosperità, se comparata alla situazione del resto dell'Impero bizantino nel 1261. Sotto il despota Teodoro, Mistrà divenne la seconda città più importante dell'impero dopo Costantinopoli e il palazzo di Guglielmo II divenne la seconda residenza imperiale.
L'ultimo imperatore bizantino, Costantino XI Paleologo (che venne ucciso durante la presa di Costantinopoli da parte dei Turchi ottomani nel 1453), era stato in precedenza despota di Mistrà. Demetrio Paleologo, ultimo despota di Morea, si arrese e consegnò la città al sultano ottomano Maometto II nel 1460.
Alla fine del XIV secolo, la maggior parte dei greci viveva in territorio ottomano e molti altri erano sotto l'autorità dei veneziani o di altri signori italiani. L'imperatore bizantino governava una compagine territoriale assai ridotta. Tuttavia, Costantinopoli continuò ad attrarre gli intellettuali dell'Impero, siano essi teologi, storici o scienziati. Inoltre, accolse anche molti italiani, attratti dallo studio del greco antico.
A metà del XIV secolo, Salonicco era anche rinomata per la sua erudizione, più a est, l'Impero di Trebisonda aveva le sue rinomate scuole per lo studio della matematica e dell'astronomia, anche se molti studiosi si trasferirono a Costantinopoli. Alla fine del XIV secolo, Mistrà divenne una capitale culturale.
Con il raggiungimento del rango di capitale del Despotato, Mistrà attirò l'attenzione degli intellettuali bizantini. A metà del XIV secolo, il teologo Demetrio Cidone, segretario, primo ministro e amico di Giovanni VI, vi si stabilì e portò nel mondo culturale bizantino i testi di Tommaso d'Aquino. La presenza di despoti che erano essi stessi degli studiosi, come Manuele e Matteo Cantacuzeno, facilitò anche l'insediamento di intellettuali nella città. Le frequenti visite del padre, l'imperatore Giovanni VI, considerato uno dei più grandi studiosi del suo tempo, aumentarono il prestigio della città. Anche se la maggior parte dei testi copiati nella Morea fino al XIV secolo erano testi religiosi, teologici e liturgici, oltre a qualche trattato di medicina e di diritto, l'arrivo di una nuova aristocrazia da Costantinopoli permise l'introduzione di opere classiche come le Vite Parallele di Plutarco, che un nobile tessalonicese arrivato a Mistra contemporaneamente al despota Matteo, Demetrio Casandeno, aveva copiato per sé nel 1362, l'Anabasi di Arriano (1370), Erodoto (1372), e autori contemporanei come Niceforo Gregorio, che manteneva un rapporto epistolare con Manuele e Demetrio.
Tuttavia, ciò che ha reso Mistrà di fama internazionale tra gli studiosi è stata la visita del filosofo Gemisto Pletone all'inizio del XV secolo.
Pletone, le cui idee non piacevano alla Chiesa, fu invitato a lasciare Costantinopoli. Si stabilì a Mistra intorno al 1407, su suggerimento del suo amico l'imperatore Manuele. Fu in questo periodo che iniziò il governo di Teodoro II, il più erudito dei figli di Manuele. Pletone, un seguace di Platone, disapprovava la costituzione democratica dell'antica Atene. Seguace di Licurgo, preferiva la disciplina spartana e ora poteva vivere e insegnare nelle immediate vicinanze della città di Licurgo, ovvero l'antica Sparta. Tranne nel 1438-1439, Pletone trascorse il resto della sua vita a Mistrà, dove fu membro del Senato e magistrato. Vi morì il 26 giugno 1452, all'età di 98 anni.
Pletone credeva che il despota dovesse avere pieni poteri, ma dovesse essere circondato da un consiglio di uomini di tutti i ranghi della società, scelti per la loro moderazione e devozione. Pleto sosteneva una divisione della società in due classi: i soldati e i contribuenti (mercanti, agricoltori e contadini), per sostenere i costi dell'esercito. Pletone si espresse anche sulla schiavitù e credeva che il despota e i suoi ministri dovessero avere solo un numero limitato servi chiamati come gli antichi Iloti.
La presenza di Gemisto Pletone a Mistrà attirò altri intellettuali. Già nel 1409, un giovane ecclesiastico di nome Isidoro fu scelto per recitare l'elogio in onore di Teodoro I. Questi fu allievo di Pletone fino al 1413, divenne in seguito metropolita di Monemvassia, poi metropolita di Kiev e capo della Chiesa russa, quindi patriarca latino di Costantinopoli. Giorgio Scolario visitò più volte Mistrà negli anni 1430.
Anche Giovanni Bessarione, una grande figura intellettuale del XV secolo, trascorse diversi anni a Mistra.
Questi fu forse l'allievo più famoso di Pletone, che arrivò a Mistrà nel 1431 e vi trascorse sei anni. Dopo il soggiorno italiano di Pletone (1438-1439), anche alcuni degli intellettuali italiani, suoi contemporanei, fecero visita a Mistrà. Questo fu il caso di Ciriaco d'Ancona, che vi soggiornò due volte, alla ricerca dei resti di Sparta.
Altri autori bizantini dell'epoca, come Giorgio Sfranze e Laonico Calcondila erano consapevoli dell'importanza strategica del Peloponneso per l'Impero. Pertanto, nei loro resoconti storici, descrivono con attenzioni gli eventi che hanno avuto luogo lì e infine anche lo storico Georgio Sfranze andò a Mistrà nel 1446 e vi fu persino nominato governatore

### Dopo la conquista ottomana
I veneziani conquistarono Mistrà nel 1687 e la tennero fino al 1715. Nuovamente riconquistata dai turchi, rimase nelle loro mani fino al 1832, quando fu abbandonata allorché Ottone I di Grecia decise di ricostruire l'antica città di Sparta. Mistrà si spopolò lentamente e tuttora è abitata da non più di 1 500 persone (4 000 nell'intero territorio comunale). Nel 1989 Mistrà, oggi monumento nazionale greco e mèta di visite turistiche, è stata dichiarata patrimonio dell'umanità dall'UNESCO.

## Luoghi e monumenti d'interesse
L'insediamento di Mistra presenta moltissime vestigia del suo passato, fra monumenti religiosi e profani.
Alcune chiese come San Giorgio e Santa Sofia (Agia Sofia) sono ben conservate; uno dei monasteri, il monastero di Pantanassa, è anche ancora abitato.
Le chiese di Mistra sono costruite nel cosiddetto tipo Mistra, che è parzialmente interpretato come una combinazione di forme di costruzione latina occidentale e bizantina: il secondo piano dell'edificio è pianta con cupola a croce inscritta, sviluppandosi su un primo piano a croce latina, tipico delle basiliche occidentali. La chiesa principale è la cosiddetta Metropolis, ossia la cattedrale metropolitana dedicata a San Demetrio. Famosa è anche la chiesa appartenente al monastero di Periblepto, che è in parte costruita in una grotta di roccia (la Grotta di Demetra, che era probabilmente un santuario pagano nei tempi antichi) e, come molte altre chiese della città, è riccamente decorata con affreschi bizantini.
Ai monumenti di interesse religioso si aggiungono anche quelli secolari come il palazzo del Despota, la fortezza voluta da Villehardouin con la sua cinta muraria e alcune abitazioni private che offrono uno spaccato della vita quotidiana della città di Mistrà.

## Galleria d'immagini

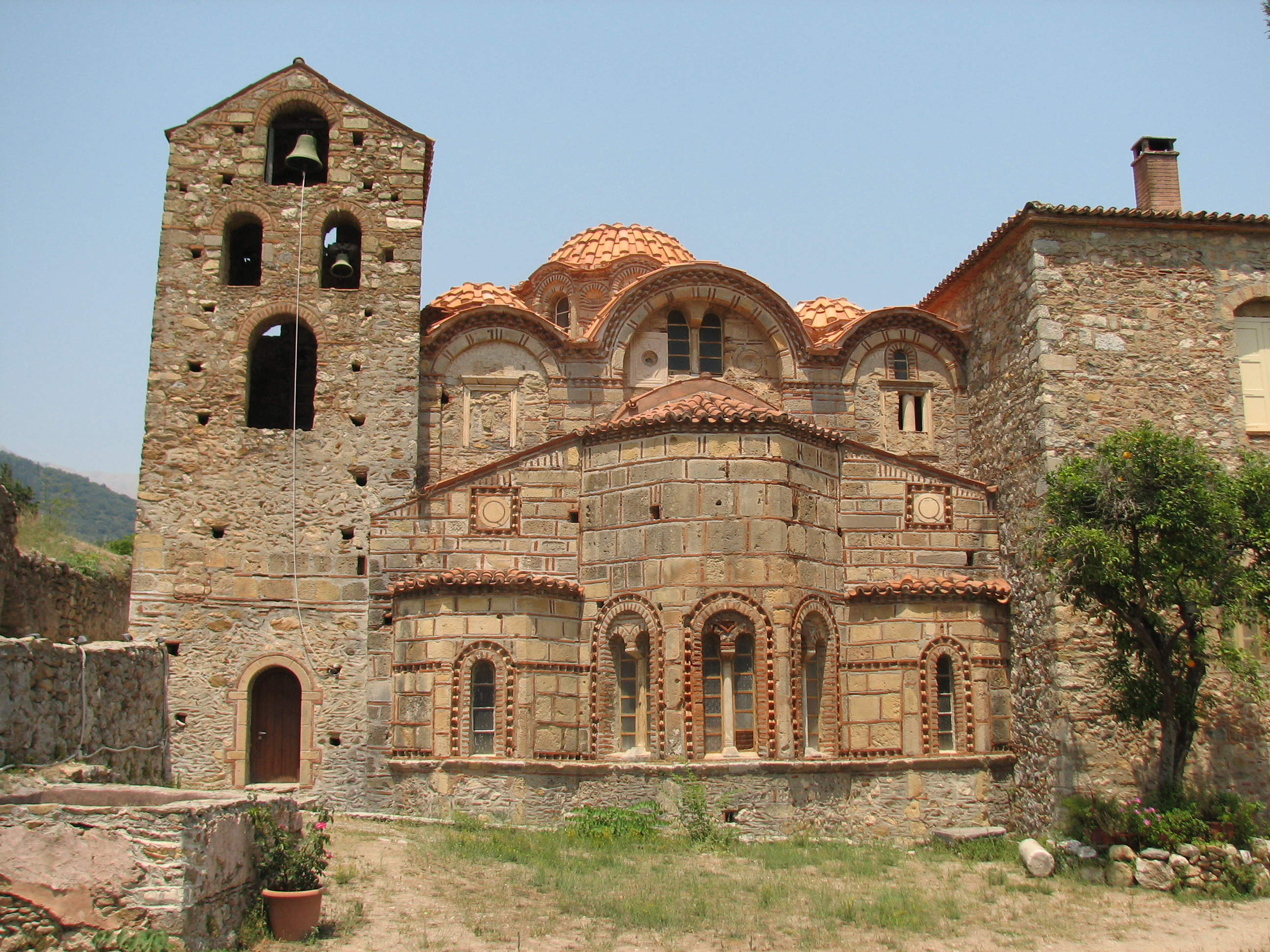
Metropolis di Mistra (San Demetrio)
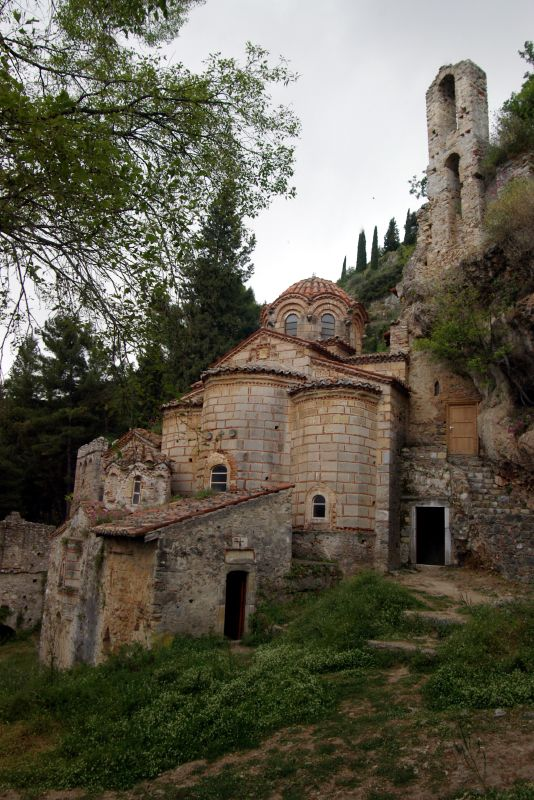
Monastero di Periblepto
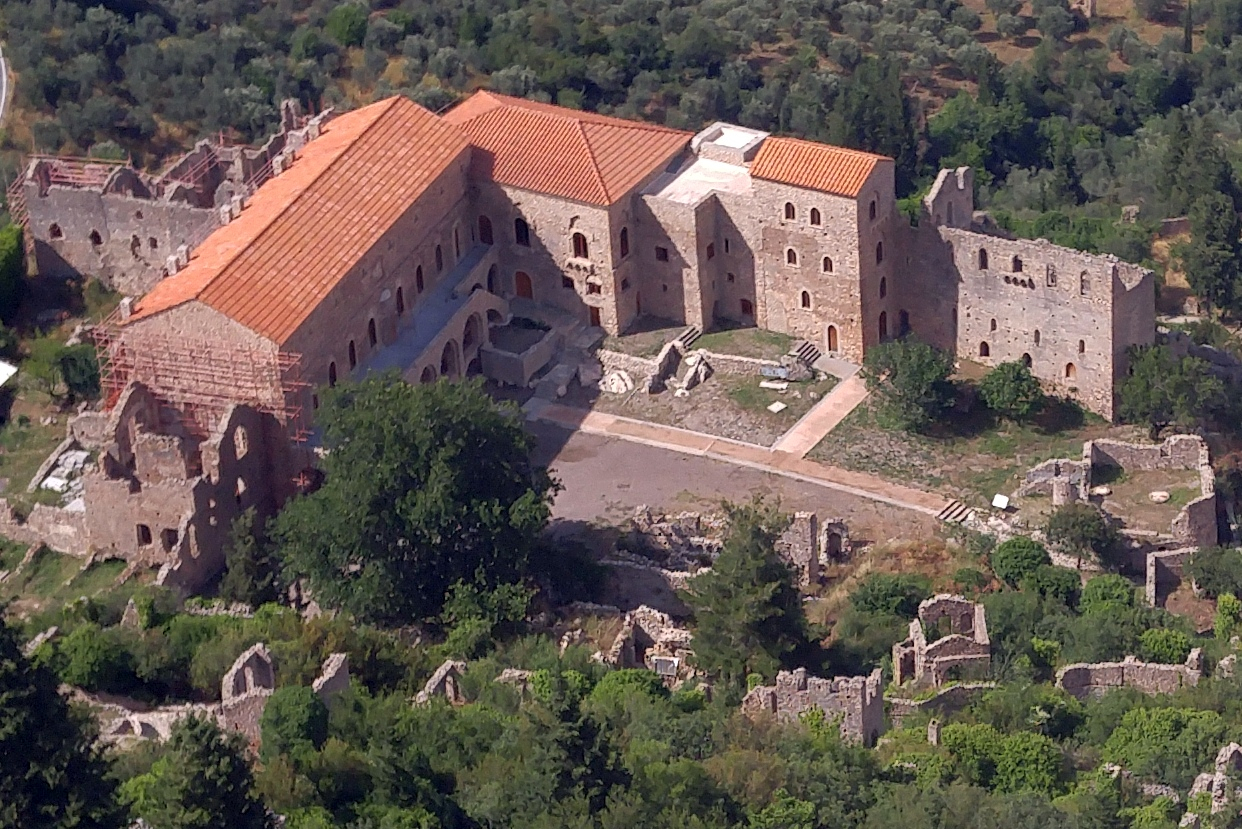
Palazzo del Despota (2017)
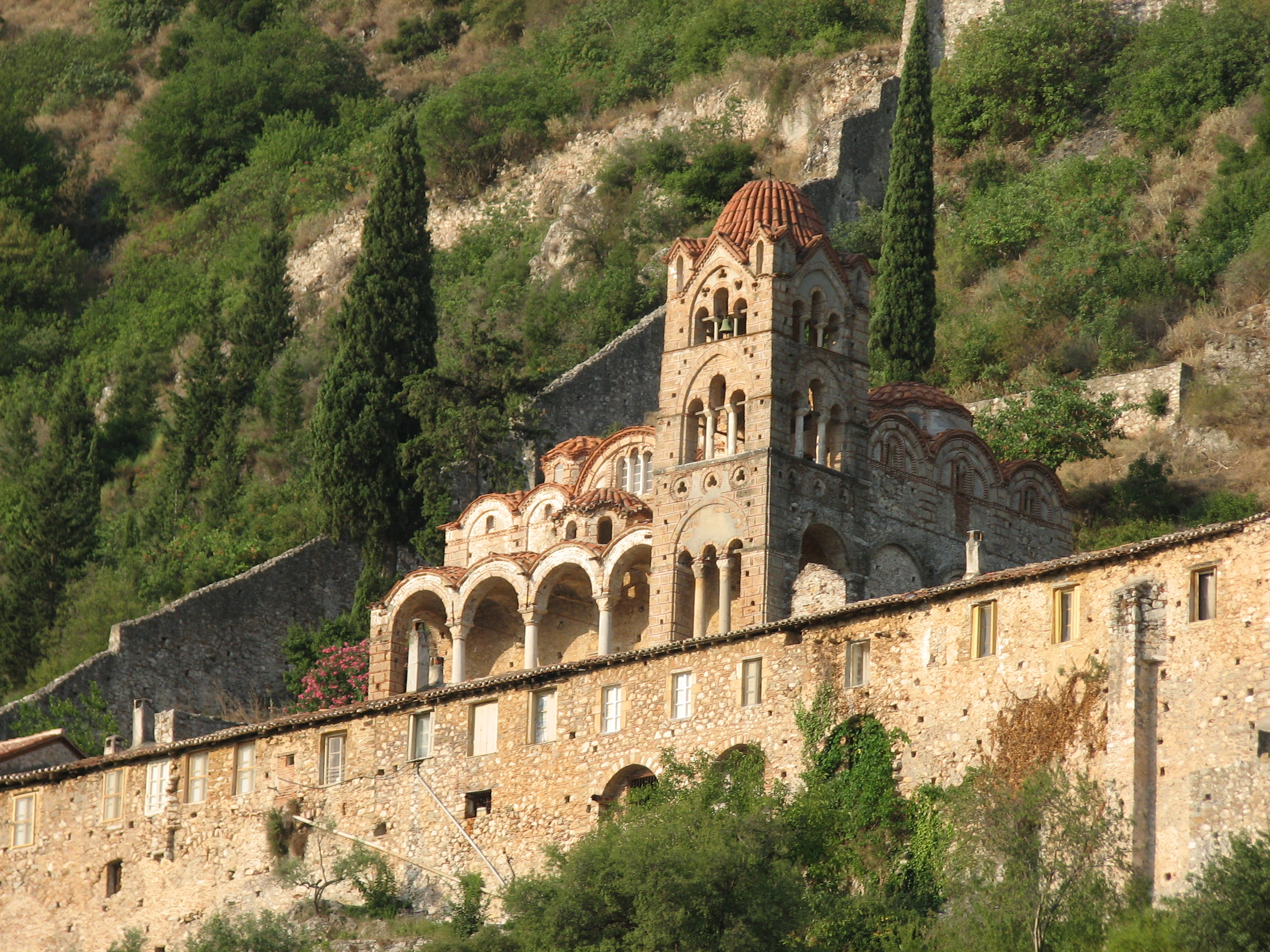
Monastero di Pantanassa
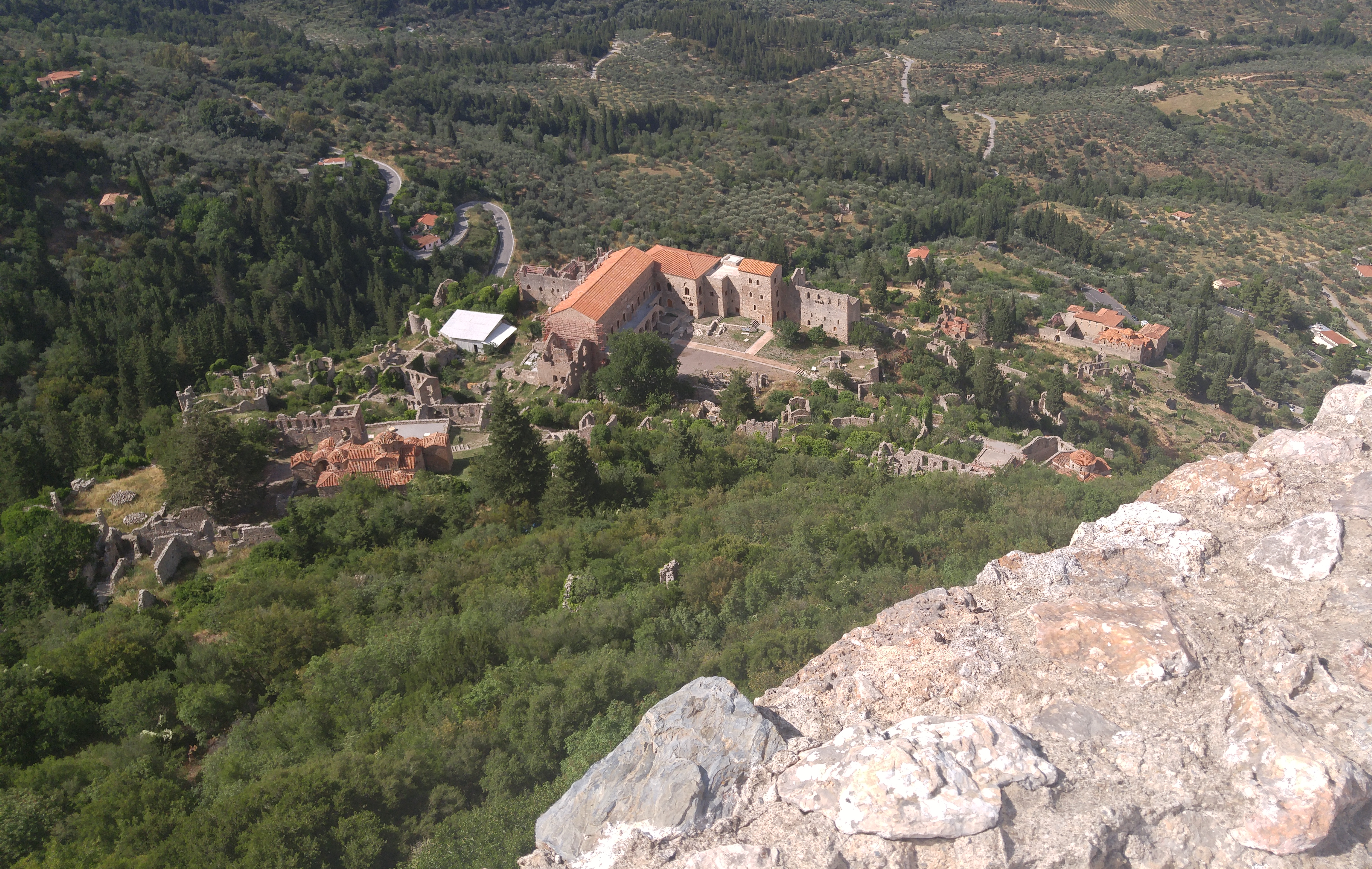
Vista dal castello di Villehardouin
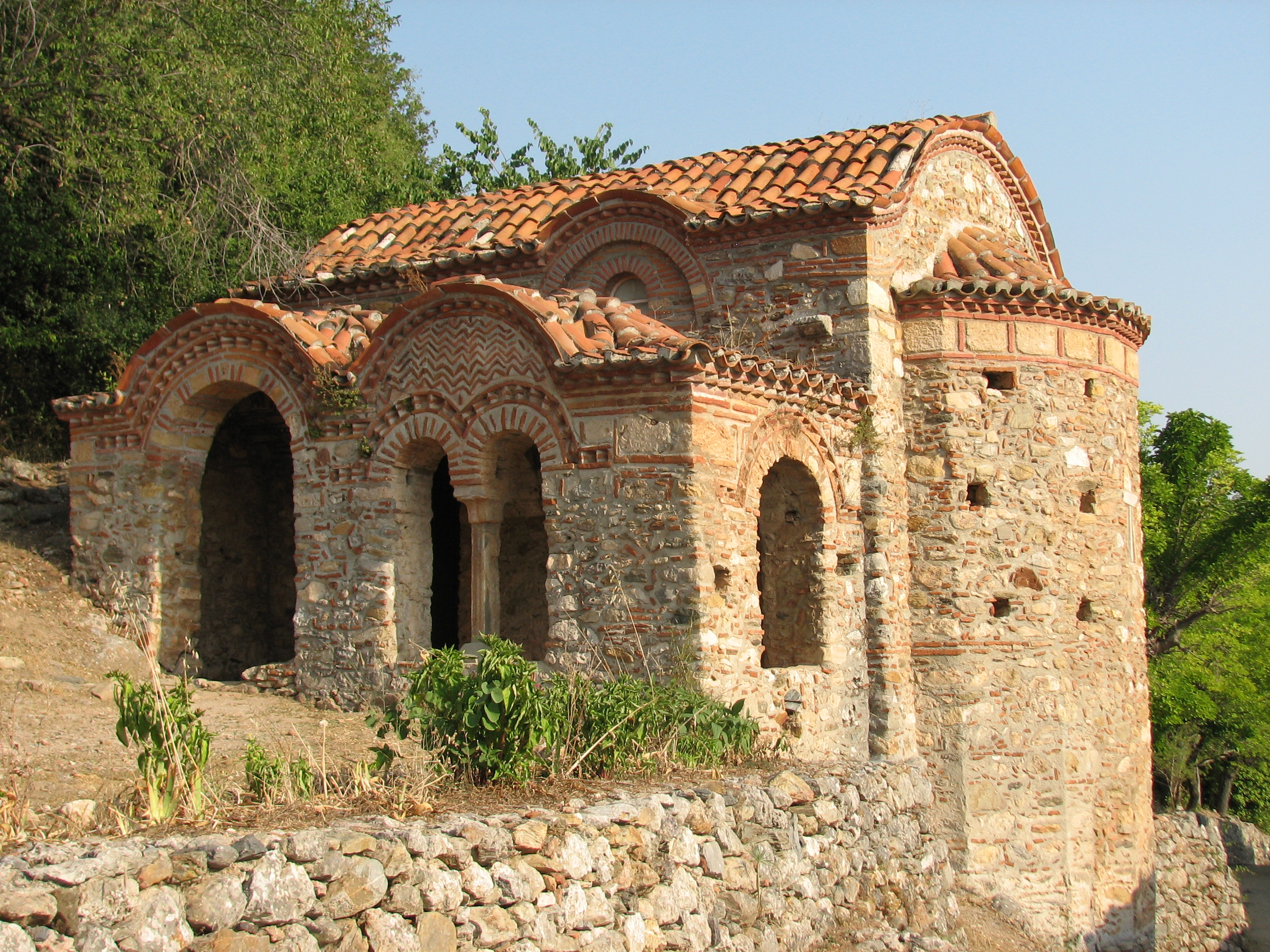
San Giorgio
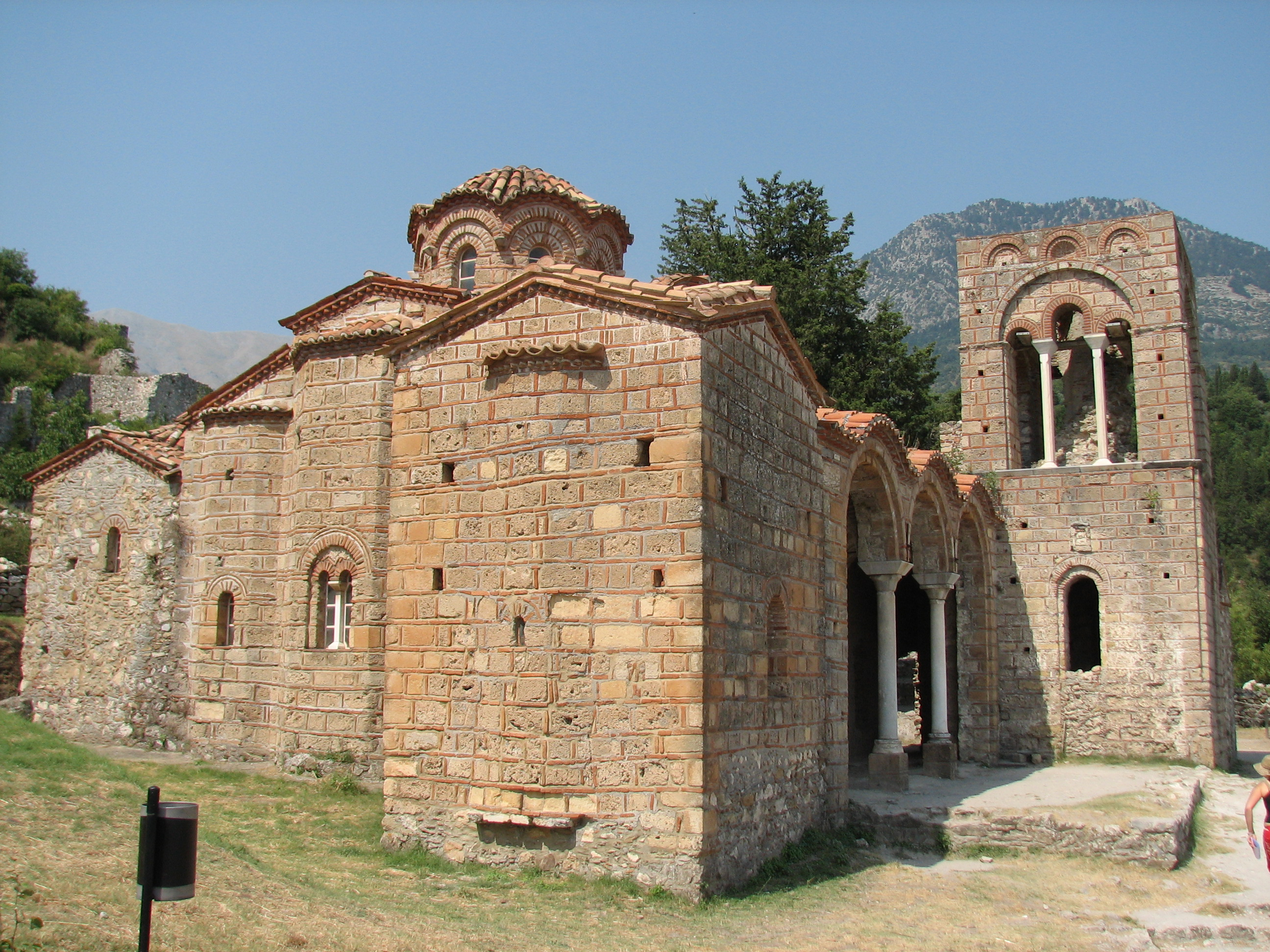
Agia Sofia